# Mauremys rivulata
La tortuga de rierol del Caspi occidental o de rierol dels Balcans (Mauremys rivulata) és una espècie de tortuga de la familia Geoemydidae que es distribueix pel mediterrani oriental: Grècia, sud-est d'Europa, oest de Turquia, Israel i Síria. Abans era considerada com una subespècie de la tortuga de rierol del Caspi (Mauremys caspica).
Viu en estanys, rius i rierols. S'alimenta d'insectes, carronya, cargols, amfibis i els seus ous i similars, així com vegetals, com les algues.

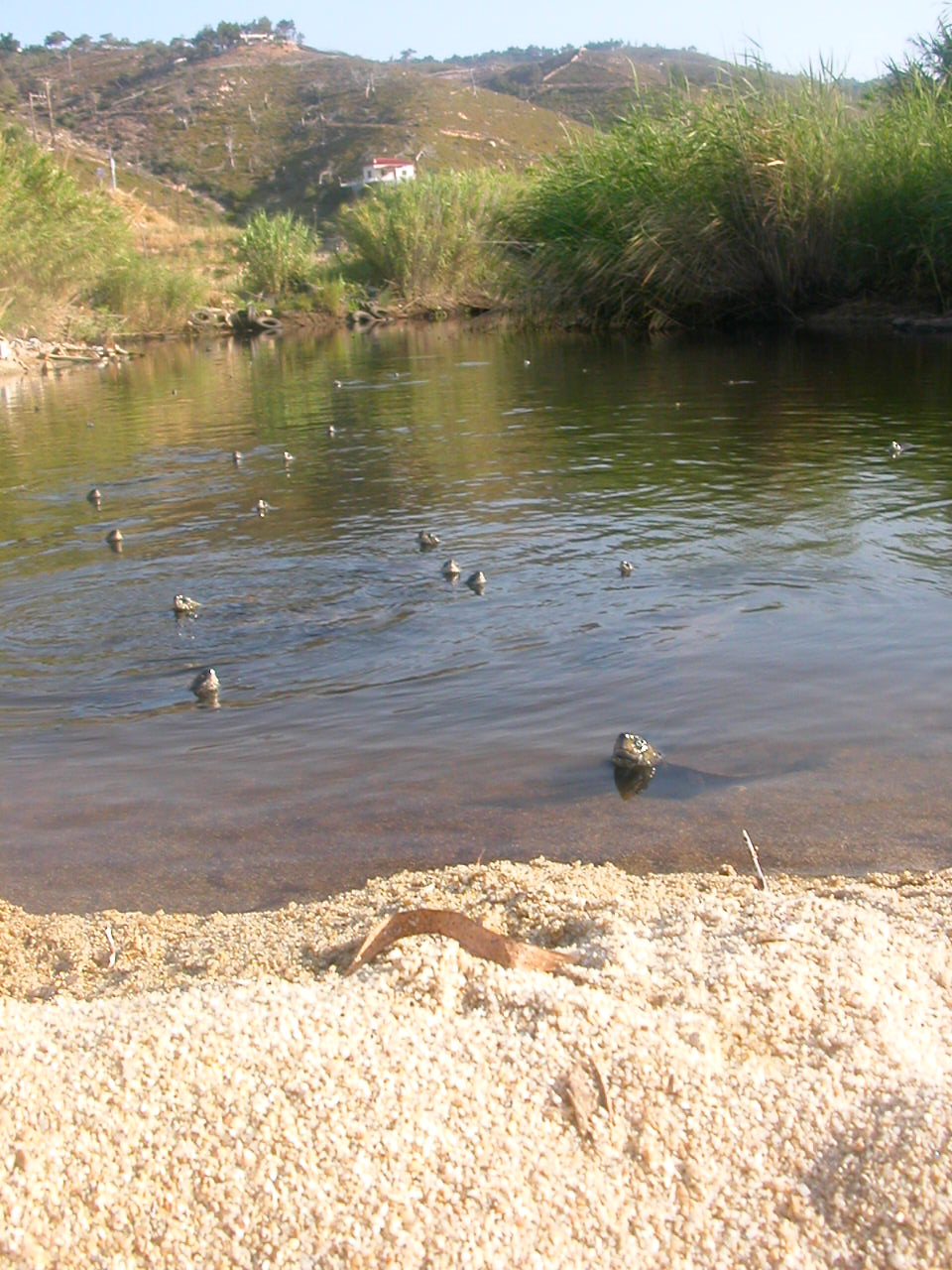
Hàbitat de Mauremys rivulata